# Sorted for E's & Wizz
Sorted for E's & Wizz est une chanson du groupe de pop anglais Pulp, sortie en 1995 et figurant sur l'album Different Class. Ce titre qui parle des rave-parties a été l'objet d'une vive polémique ("E" et "wizz" en anglais désignent respectivement l'ecstasy et les amphétamines), ce qui n'a pas empêché la chanson d'être un succès (n°2 en Angleterre).
Les paroles sont de Jarvis Cocker, leader charismatique du groupe, et la musique est signée Pulp. C'est le premier single du groupe où le musicien Mark Webber est crédité comme cocompositeur.
La chanson Mis-Shapes, extraite du même album, figure également sur le single.

## Liste des pistes
1. Mis-Shapes
2. Sorted for E's & Wizz